# Monvidal
Monvidal je brežuljak, gradska četvrt i jedan od mjesnih odbora Grada Pule. Mjesni odbor Monvidal obuhvaća istoimenu gradsku četvrt smještenu na površini od 349.259 m² na kojem živi 2.044 stanovnika. Gustoća naseljenosti iznosi 5852,4 st./km².
Monvidal sa sjevera ograničuje Šijana, s istoka Valvidal, s jugoistoka i juga Kaštanjer, a sa zapada gradska četvrt Arena.
Na vrhu brežuljka nalazi se Fort Monvidal, austrijska utvrda izgrađena u drugoj polovici 19. stoljeća, a čini s drugim utvrdama unutarnji obrambeni prsten oko pulske luke.